# Herne
Herne város Németországban, Észak-Rajna-Vesztfália tartományban.

## Fekvése
Bochumtól 7 kilométerre északra, a Rajna-Herne csatorna mellett található.

## Története
Nevét 880 körül említették először a Werden kolostorral kapcsolatban. Herne urai a 12. századtól a von Strünkede lovagok és utódaik voltak, egészen 1812-ig.
A város a Ruhr-vidékkel együtt fejlődött. 1847-ben nyitották meg a Köln-Minden vasutat, majd elkezdődött Herne falu ipari várossá fejlődése. 1856-ban Herne első bányájaként nyílt meg a Shamrock-bánya.
1897. április 1-jén Herne megkapja a városi jogokat.
1914-ben befejeződött a Rajna-Herne-csatorna és a Wanne-West és Ost-kikötők építése.

## Nevezetességek
- Strünkende lovagok vizivára (Wasserschloss Strünkende) – Az Emscher-völgyi Múzeum (Emschertalmuseum) található benne.

## Galéria

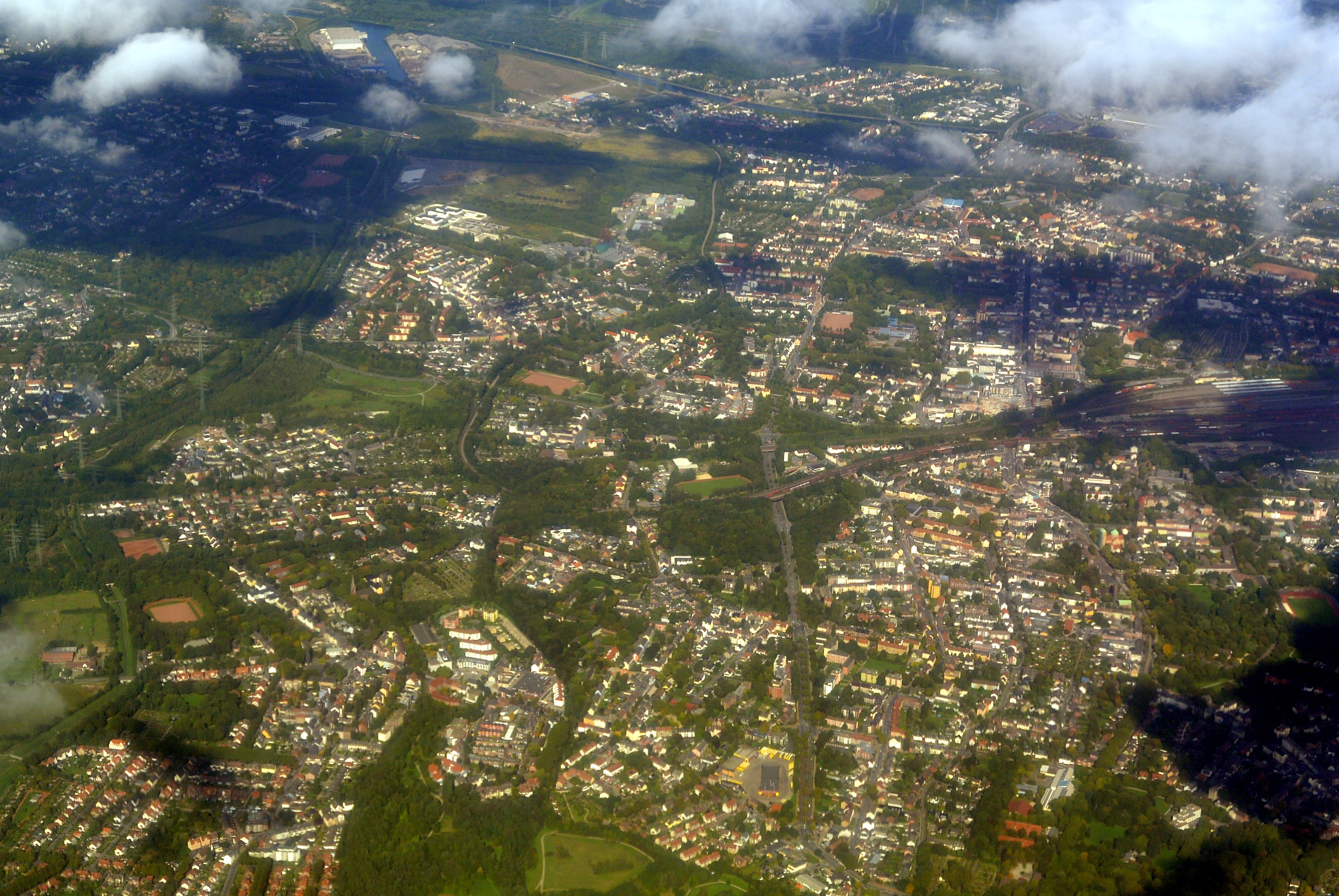
Herne látképe légifelvételről
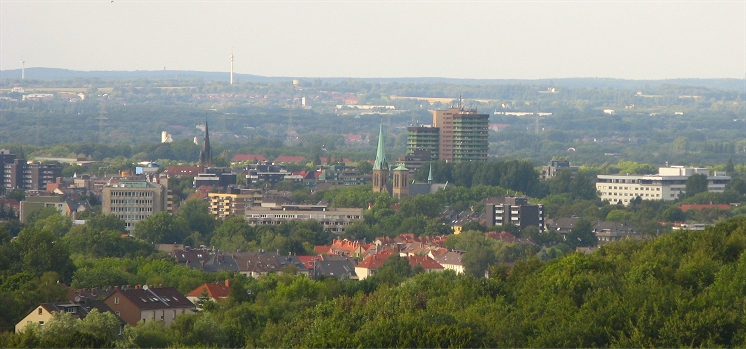
Herne látképe
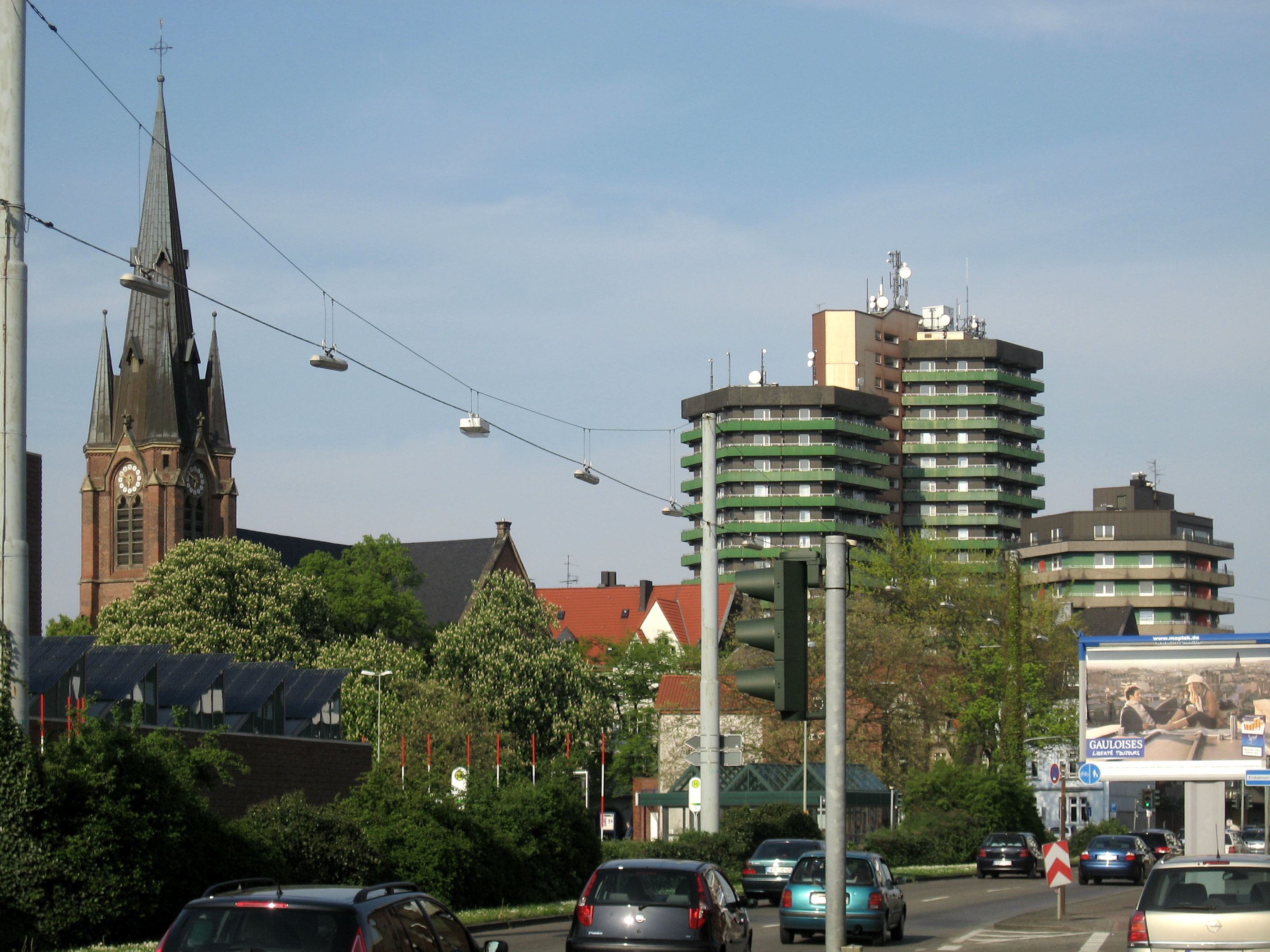
Herne, városrészlet
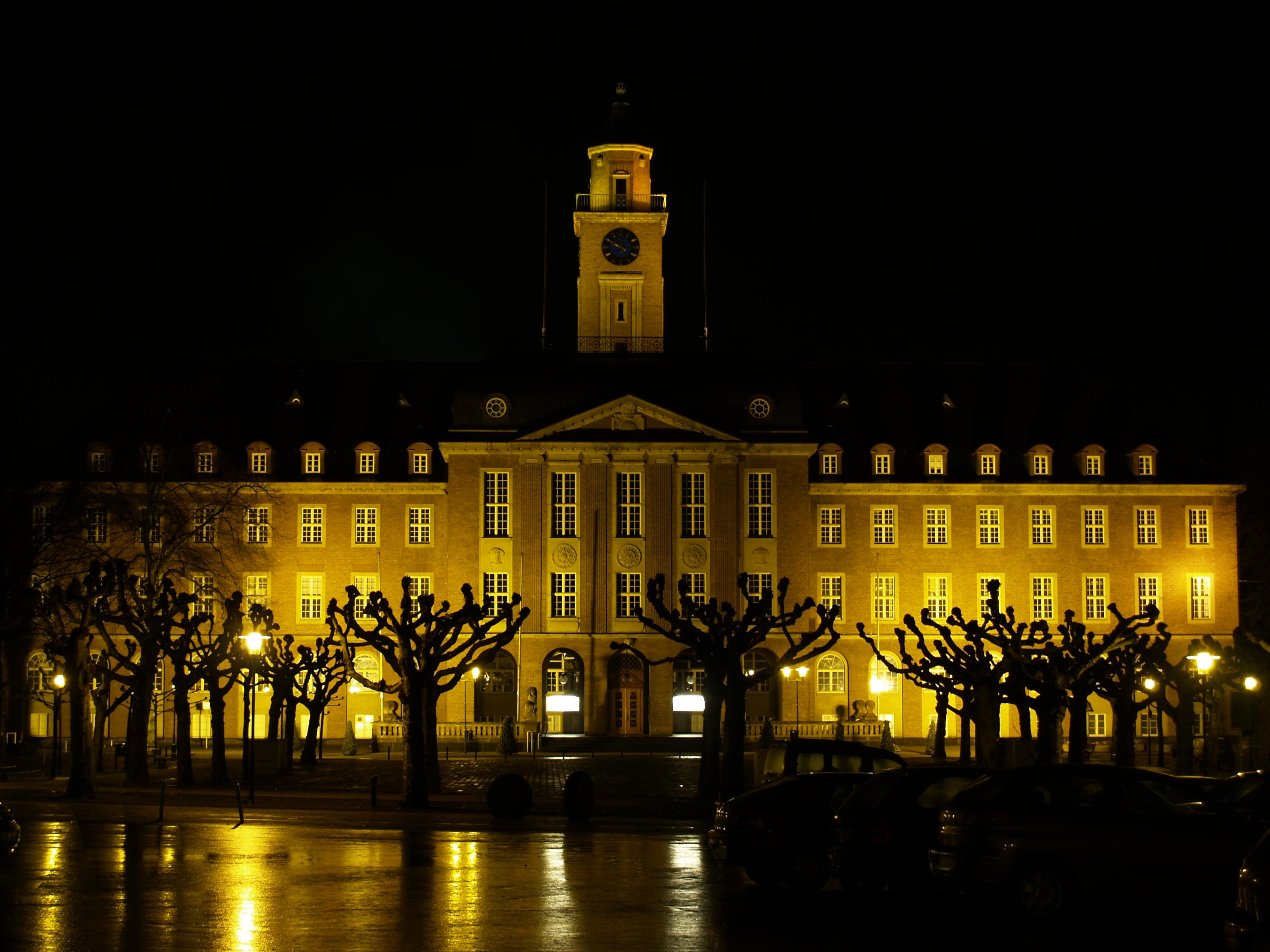
Herne, Városháza esti fényben
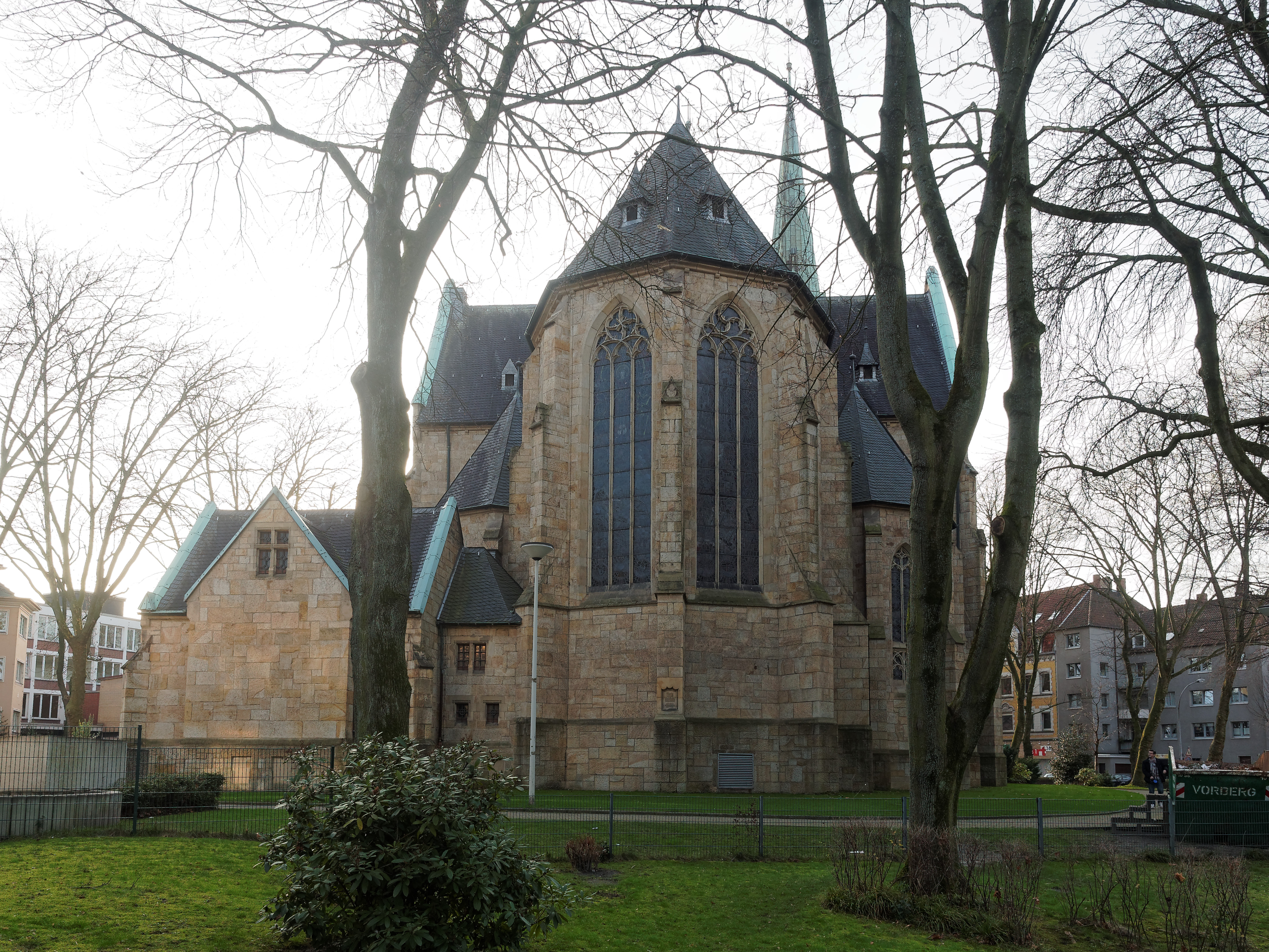
Herne, Jézus szive templom
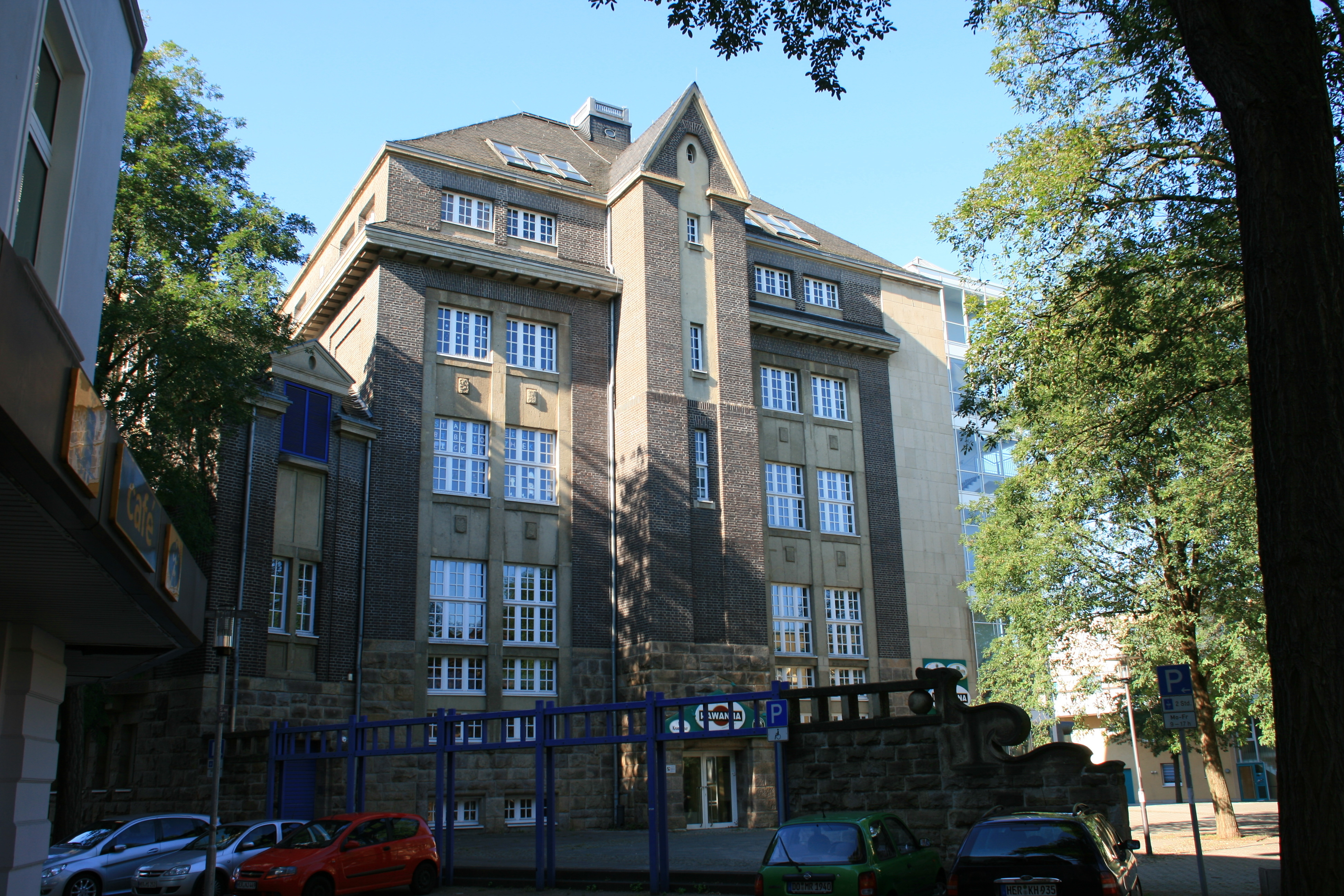
Herne, Eickeler Markt
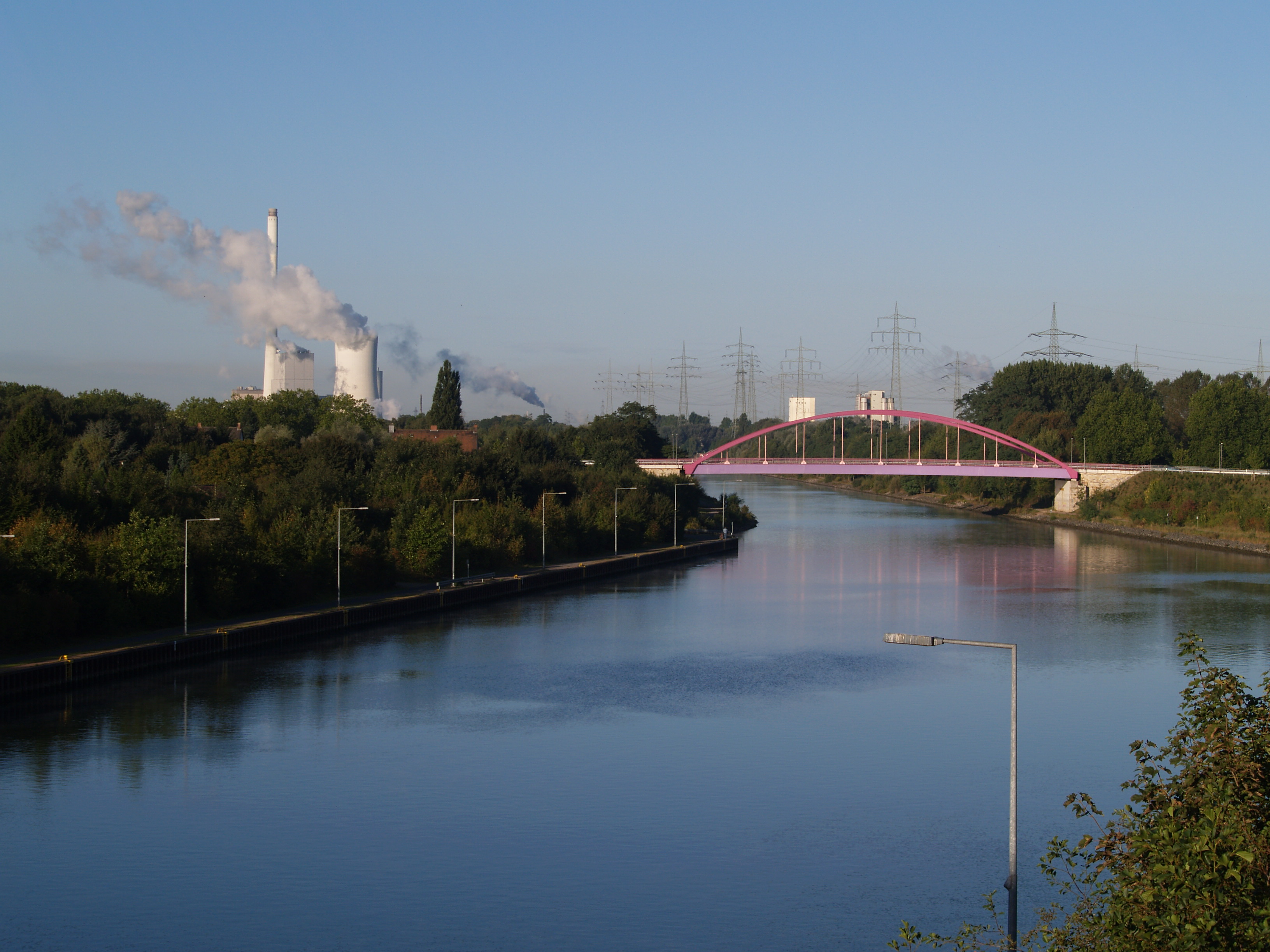
Rajna-Herne csatorna
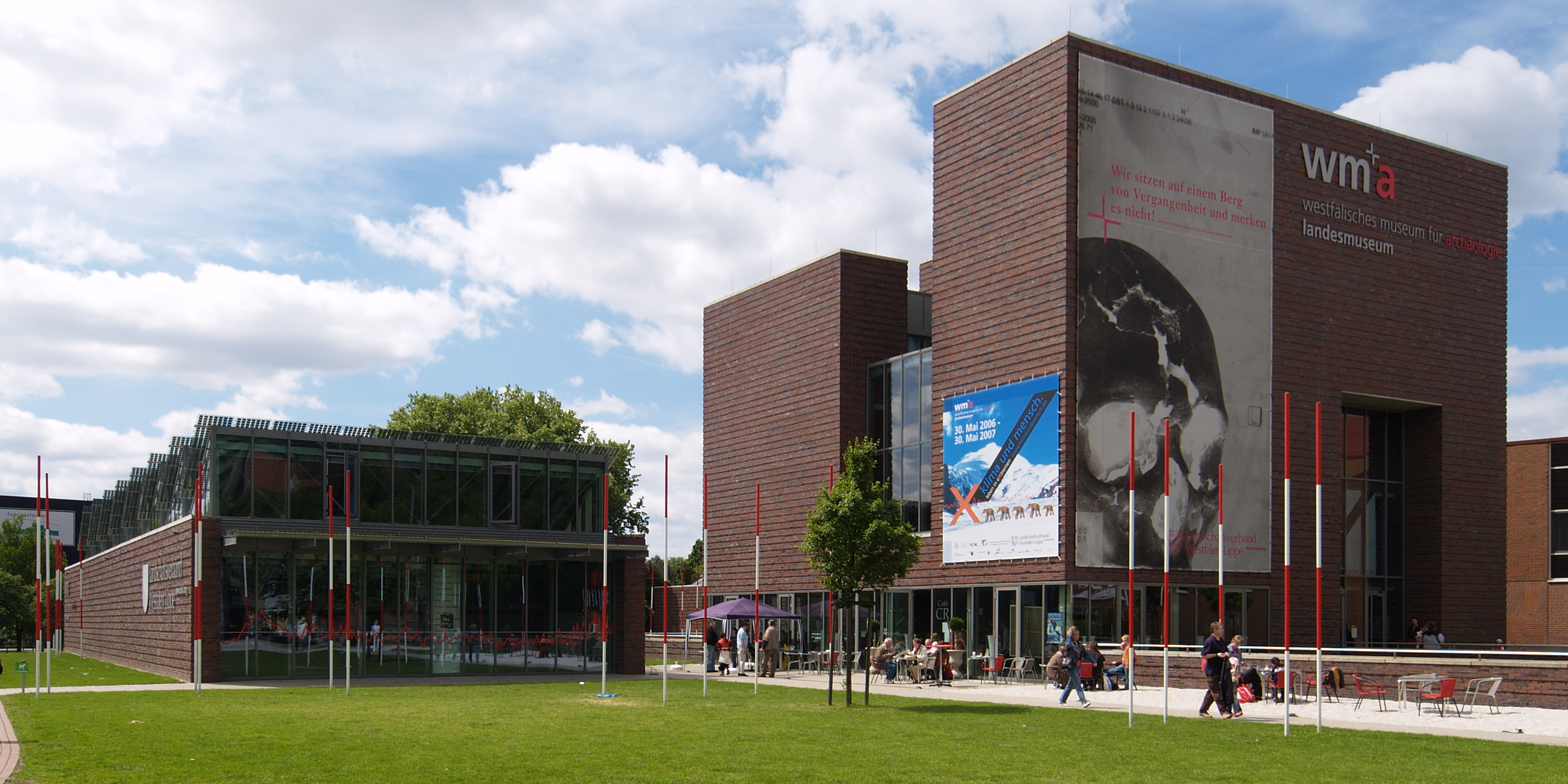
A múzeum épülete  (Westphalian Museum of Archeology)
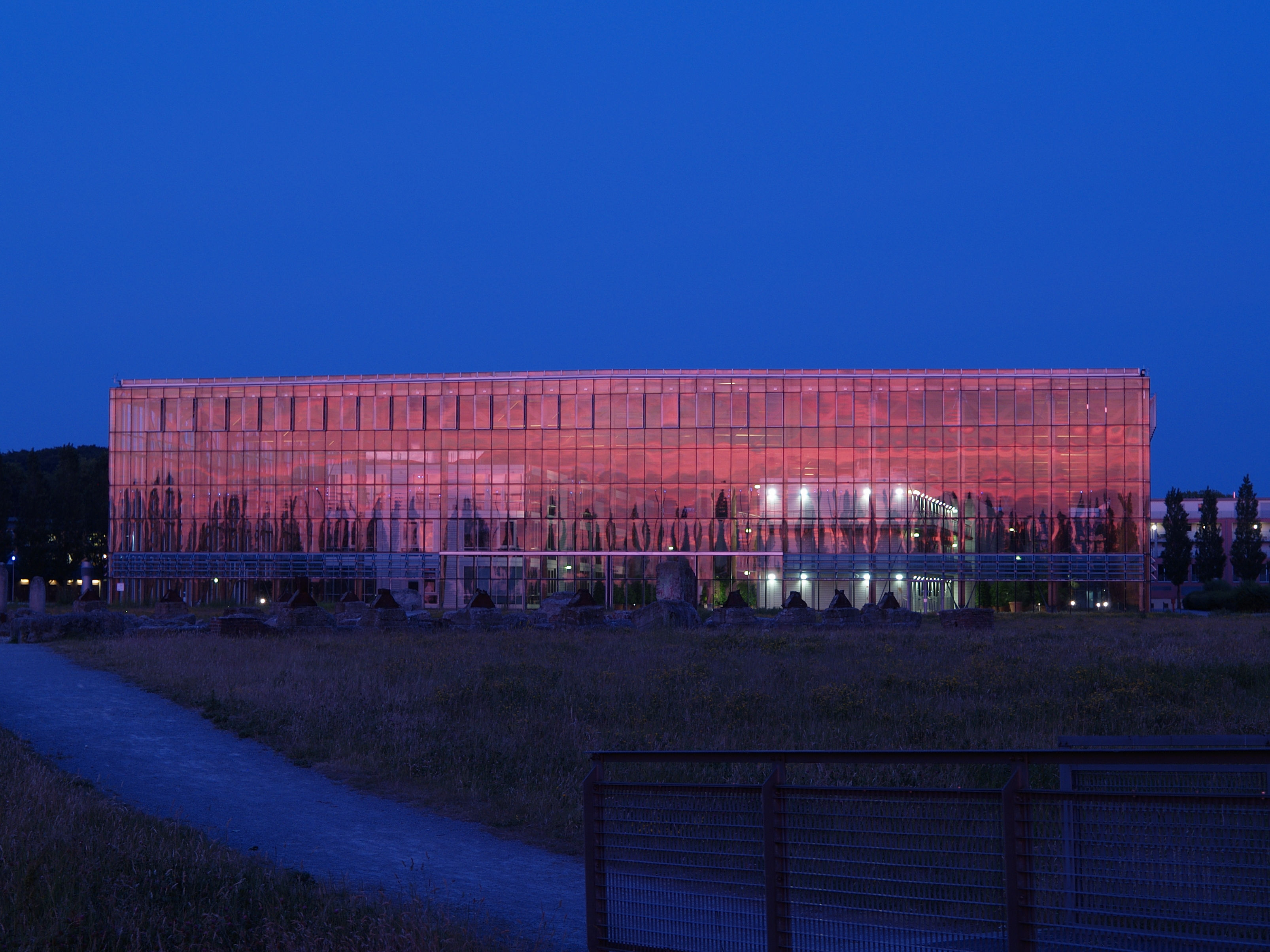
Akademie Mont-Cenis Prigann
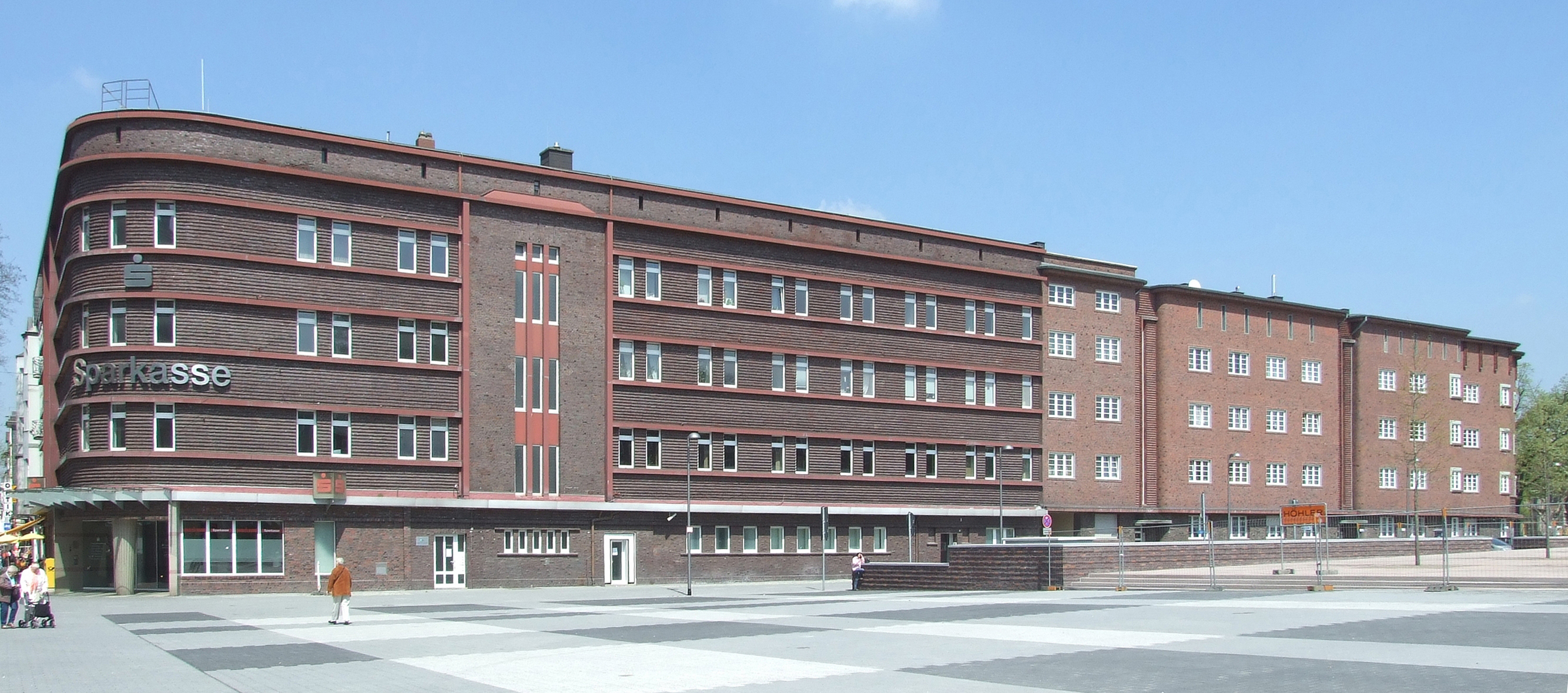
Amtmann-Winter-Straße
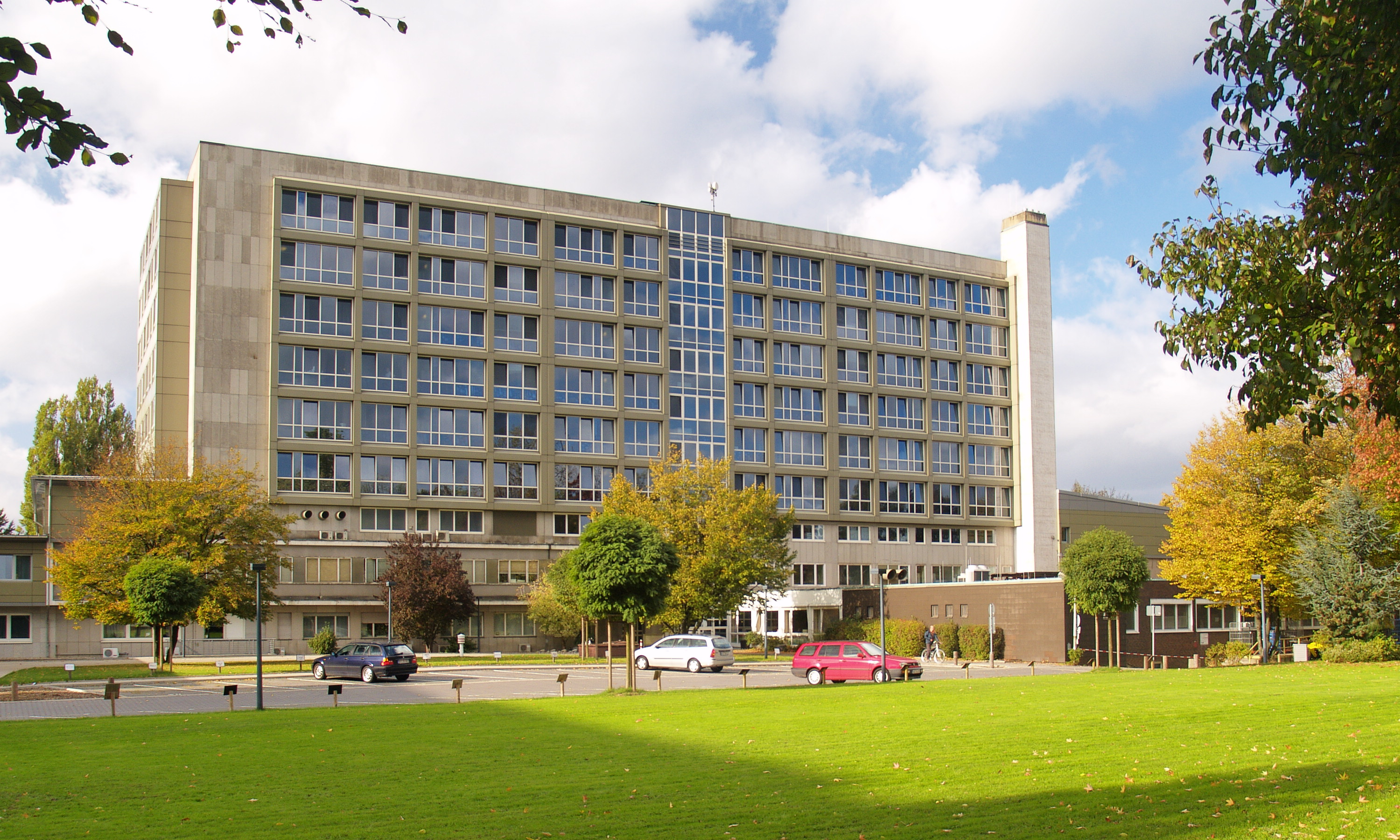
Marienhospital